# Pareusemion
Pareusemion is een geslacht van vliesvleugeligen uit de familie Encyrtidae. De wetenschappelijke naam van dit geslacht is voor het eerst geldig gepubliceerd in 1925 door Ishii.

## Soorten
Het geslacht Pareusemion is monotypisch en omvat slechts de volgende soort:
- Pareusemion studiosum Ishii, 1925